# Buty zapaśnicze

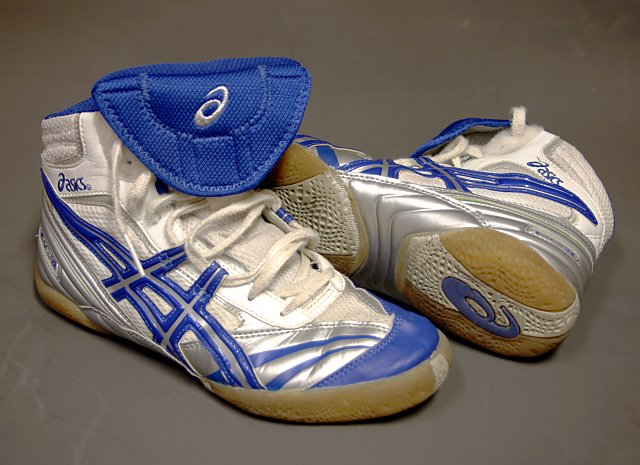
Para butów zapaśniczych

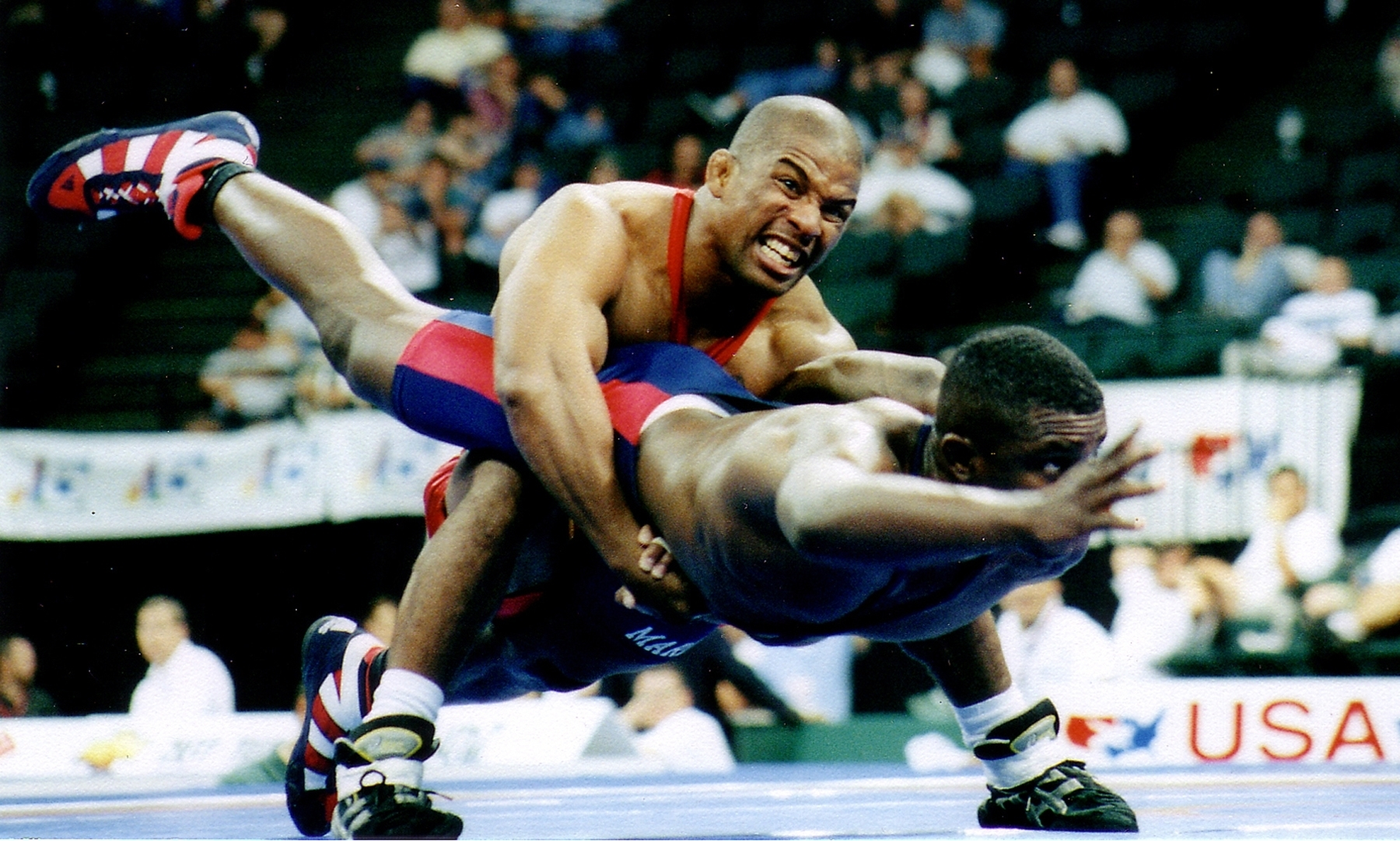
Zmagania zapaśnicze

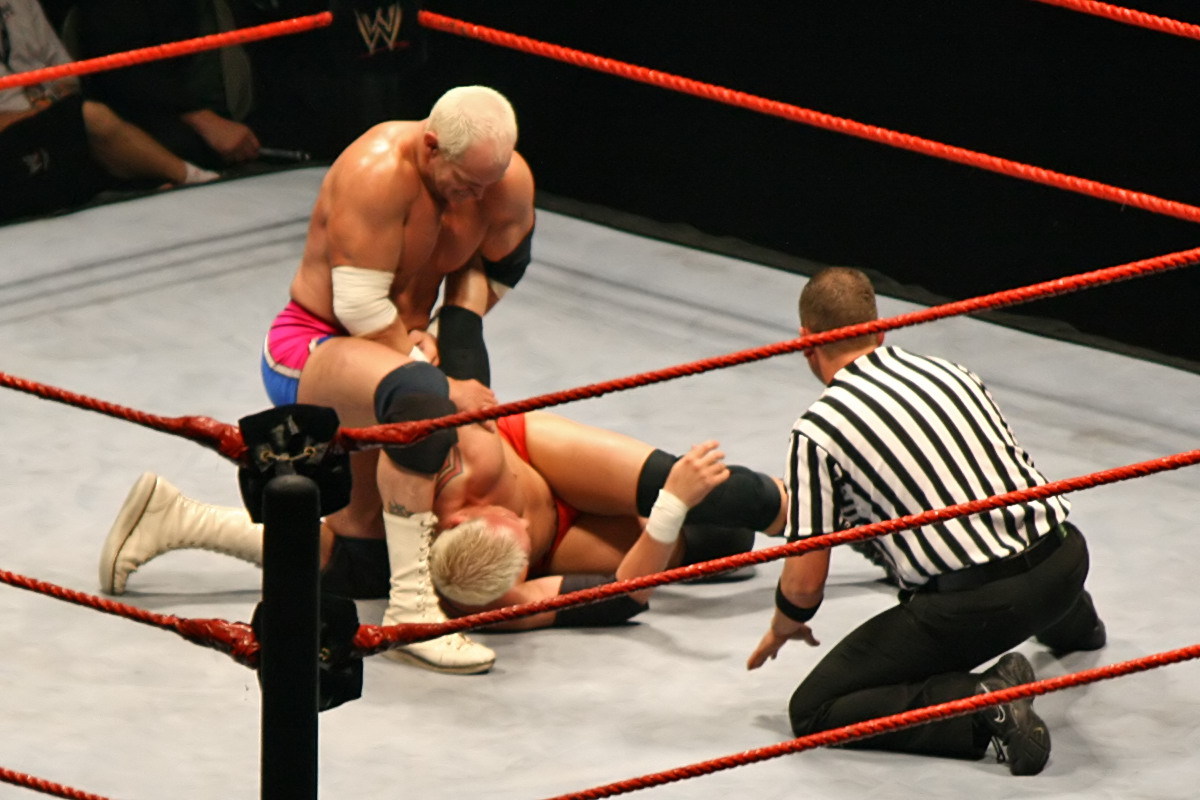
Hardcore Holly (klęczący nad Mr. Kennedym) w charakterystycznych (białych) butach do wrestlingu z grubą podeszwą i wysoką cholewką

Buty zapaśnicze – rodzaj obuwia sportowego, używanego podczas zmagań zapaśniczych.
Buty zapaśnicze są na ogół lekkie, elastyczne i miękkie, posiadają także miękką podeszwę oraz sznurowadła zabezpieczone przed rozwiązaniem podczas walki (za rozwiązane sznurowadła przypisywane są punkty karne). Obuwie takie zapewnia również dobrą przyczepność na macie. Buty zapaśnicze posiadają nieco wyższą cholewkę, której celem jest ochrona kostki stopy.
Buty zapaśnicze używane w wrestlingu przypominają glany, gdyż posiadają o wiele wyższą cholewę, sięgającą zwykle do kolan zawodnika, oraz kilkanaście oczek dla sznurowadeł, jak również nieco grubszą podeszwę. Do butów zapaśniczych podobne są również buty bokserskie.